# Pseudothemis
Genre
Pseudothemis est un genre de la famille des Libellulidae appartenant au sous-ordre des anisoptères dans l'ordre des odonates. Il comprend deux espèces.

## Espèces du genrePseudothemis
- Pseudothemis jorina Förster, 1904
- Pseudothemis zonata (Burmeister, 1839)